# تاریخ اجتماعی افشاریان
تاریخ اجتماعی افشاریان به تاریخ اجتماعی حکومت افشاریان می‌پردازد.

## افشاریان
بعد از دولت صفویه در ایران سلسله‌ای روی کارآمد که می‌توان گفت فقط یک پادشاه مهم داشت و همچنین اولین سلسله سلطنتی در ایران بود که بعد از مرگ سر سلسله آن به سرعت فروپاشید و از آن جا که سرسلسله این دولت از ایل افشار بود، این سلسله به افشاریه معروف شد.
طول مدت این سلسله از سال ۱۱۴۸ هجری قمری که نادرشاه افشار بنابر کنگره دشت مغان به سلطنت ایران رسید تا ۱۲۱۸ که نادر میرزا افشار آخرین فرمانروای افشاریه به دست فتحعلی قاجار اسیر شد و در سال ۱۷۰م سلطنت افشار به قتل رسید. افشاریه به‌طور رسمی ۱۳ سال سلطنت کردند چرا که در سال ۱۱۶۳ ه‍.ق به همت کریم خان زند و دو تن از خان‌های بختیاری سلسلهٔ صفوی اسماً احیا شد. به هر حال در این مدت ۱۷۰ ساله شش نفر به این ترتیب به عنوان فرمانروا و پادشاه افشاریه حکومت کردند که دو نفر نخست بر تمام متصرفات افشاریه حکومت داشتند و بقیه هر یک تنها در قسمتی از قلمرو صاحب قدرت بودند
نادر شاه فاتح نامدار نظامی آسیا و شاید بزرگ‌ترین شخصیت رزمنده‌ای که قرن ۱۸ میلادی به خود دیده و از نظر استعداد و نبوغ نظامی در ردیف معدودی از داعیان تاریخ بشر قرار گرفته است. نادر اصل و نصب روشنی ندارد. روز، ماه و سال تولد او برای مورخان معاصرش روشن نیست. حتی تا پیش از چهل سالگی وی نیز اطلاعات دقیقی در دست نیست. ابتدای زندگی او چنان در افسانه سازی‌ها و خیالبافی‌های هواداران و مخالفانش گم شده است که امروزه نیز تحقیق در باب اجدادش را با مشکل مواجه کرده است.

## نظام ارضی
از نظر تاریخی دورهٔ افشاریه به لحاظ زمینداری و ادارهٔ امور ارضی دارای اهمیت خاصی نمی‌باشد آن‌ها در ادارهٔ امور تیول‌ها و سیور غال‌ها نظارت بیشتری داشتند که آن‌ها را از صاحبان اصلی پس بگیرند. چنین به نظر می‌رسد که نادرشاه به‌طور کلی امرای خود را از به دست آوردن ملک و مال منع می‌کرده است.
که این خود از سیاست‌های داخلی شاه افشار بود که هدف آن تثبیت حکومت مرکزی و سرکوب کردن تجزیه طلبی فئودال‌ها بود. به این صورت که او مقدار زمین‌های دولتی و زمین‌های خالصه را افزایش داد و استقلال خود را با تضعیف موقعیت سیاسی- اقتصادی فئودال‌ها به دست آورد در دورهٔ نادرشاه ممیزی زمین به وجود آمد که متأسفانه بعدها از بین رفت البته این ممیزی سیاستی بود که زمین‌های دولتی را توسعه می‌داد. نادرشاه بعد از اینکه به تخت سلطنت رسید بررسی وضع اقتصادی روستاها و شهرهای ایران توجه کرد و دستور داد تا با آباد کردن زمین‌ها و کشت زرع آن‌ها بپردازند سیستم آبیاری را نظمی بخشید وی از این را منبع درآمد خوبی برای خزانه به دست آورد وی کشاورزان را به این محل‌ها کوچ داد و بعدها به دستور وی این زمین‌ها زمین‌های دولتی یا خاصه نام گرفت طبیعی است که این کوچاندن‌ها باعث خرابی و نابودی خانهٔ ده‌ها هزار کشاورز شهرنشین و چادرنشین می‌شد.
این‌جا به جایی و اسکان ایلات و عشایر از سیاست‌هایی بود که نادر به دلیل احتمال بروز شورش در بین سرکشان به انجام رسانید. او در سال‌های (۱۷۳۰–۱۷۳۴م) دستور داد تا ۵۰ یا ۶۰هزار خانواده از عشایر آذربایجان، عراق عجم و فارس به خراسان کوچ کنند. در سال ۱۷۳۲ میلادی ۶۰ هزار تن از ابدالیان حوالی هرات را به مشهد و نیشابور در دامغان کوچ دادند در همان سال سه هزار خانواده از عشایر هفت لنگ بختیاری به خراسان کوچ دادند در سال ۱۷۳۶ میلادی پس از سرکوب آتش شورش‌های بختیاری‌ها عده‌ای دیگر از عشایر هفت لنگ را با عده‌ای از عشایر چهارلنگ که بیش از ۱۰ هزار خانواده می‌شدند به تربت جام خراسان کوچ دادند.
وقتی نادر شاه در سال ۱۷۳۶ بر تخت سلطنت نشست، شرط کرد که مذهب سنی جای مذهب شیعه را بگیرد. سپس طی فرمانی شمار قابل توجه‌ای از اموال و املاک اوقاف را از دست مردم خارج کرد و آن‌ها را به املاک خالصه در دفاتر ثبت اراضی که بعد از آن به «رقعات نادری» مشهور شد ثبت کردند. چون شاه افشار قصد داشت اموال و املاک اوقاف را از دست مردم خارج کند، این کار او باعث اختفای مالکیت حقیقی آنان شد. نادر قبل از آن که بتواند فرمان خود را در مورد اوقاف اجرا کند به قتل رسید.

## ارتش و جنگاوران
نادر شاه در ارتش تغییرات مهمی را به وجود آورد. ارتش ایران در دورهٔ او شامل پیاده‌نظام، سواره‌نظام، توپخانه و نیروی دریایی بود.
1. پیاده‌نظام:

پیاده‌نظام از دو قسمت تشکیل می‌شد:
الف: گروهی که تفنگ‌های فتیله‌ای به همراه داشتند که در حقیقت سلاح سازمانی آن‌ها بود که به آن‌ها سنگین اسلحه یا جزایرچی گفته می‌شد.
ب: گروهی که سبک اسلحه نامیده می‌شدند چون بیشتر آن‌ها مجهز به تیر و کمان، نیزه، زوبین و … بودند.
۲. سواره نظام: سواره نظام نیز مانند پیاده‌نظام یا سبک اسلحه بودند یا سنگین اسلحه، که زره بر تن داشتند و شمشیر و نیزه در دست داشتند و سواران سبک اسلحه و سپر نداشتند.
۳. توپخانه: توپخانهٔ ایران از توپ‌های بزرگ، سبک و کوچک و زنبورک تشکیل می‌شد. توپچیان و مهندسان توپخانه از میان ملت‌های دیگر انتخاب می‌شدند.
۴. نیروی دریایی: در مورد نیروی دریایی پادری پازن می‌گوید: «نادرشاه را آوازهٔ بحریه اروپاییان به گوش رسیده بود. پس بی درنگ اراده نمود که دو بحریه یکی در خلیج فارس و دیگری در بحر خزر ایجاد نماید ولی چون در جنوب، چوب کم‌یاب بود و در شمال فراوان، لذا در شمال در ناحیهٔ بحر خزر، نتیجه بهتری به همراه داشت. چند کشتی بر آب انداخته شد و ساختان سه کشتی دیگر، آغاز شده بود که پادشاه برده بود.»
وضع مالی سپاهیان را در آن دوره را می‌توان خوب توصیف کرد. این شغل از مهم‌ترین شغل‌ها بود که اگر چه مردم زیر فشار اقتصادی بودند ولی سپاهیان هیچ مشکل مالی نداشتند چون نادر از نقد دوحه چنان به سپاهیان بخشیده بود که صاحب جاه و ثروت شده بودند.

## دین و مذهب
دربارهٔ دین نادر عقیدهٔ قطعی وجود ندارد برخی معتقد هستند که نادر به هیچ دینی اعتقاد نداشته است چرا که وی قدرت خویش را با قدرت بزرگان دین برابر می‌دانست و این را به صورت آشکار بیان می‌کرد. به نظر برخی دیگر از مورخان، هنگامی که نادر هوادار صفویه و قزلباشان و شاه طهماسب محتاج بود، شیعهٔ متعصبی به‌شمار می‌رفت و به تعمیر مرقد ام هشتم شیعیان اقدام نمود و به دستور وی در صحن امام هشتم گلدسته و حوض سنگی که از هرات آورده بودند بنا کردند، نادر خود را غلام و بنده امام اول شیعیان می‌دانست اما پس از بازگشت از خراسان (۱۱۴۴ه‍.ق) عمده سپاه او افغان‌ها، تاتارها و ترکمانان بودند و به کمک همین سپاه توانست بدون هیچ مقاومتی شاه طهماسب را به زانو درآورد. از آن پس از محبت نادر نسبت به قزلباش کاسته شد. سیاست مذهبی نادر در همان دشت مغان مورد مخالفت قرار گرفت به طوری که میرزا ابوالحسن ملاباشی هنگامی که اعلام نمود در باب مذهب، احکام خدا و احادیث پیامبر راهنما است و پادشاهان نباید در آن تغییر و تجدیدی انجام دهند، شاه افشار دستور داد او را خفه کنند و سپس دستور داد کلیه مال و املاک روحانیون را مصادره و به سپاه اختصاص دهند.
در عصر افشاری میدان زیادی به روحانیت داده نمی‌شد این مسئله به چند دلیل بوده:
1. اینکه نادر تصور می‌کرد که این جماعت میانه خوبی با او ندارند و تکیه بر آنها را بی فایده می‌دانست.
2. در واقع نادرخود را در مقامی می‌دید که اختلافات طولانی بین هر دو رکن را پایان بخشد.

۳. کار درست را در آن می‌دید که ریشه‌های اختلافی چندین ساله را بخشکاند.

## سازمان کشوری، اداری
دولتی که نادر بنیان‌گذار او بود با همهٔ عظمتی که داشت مجال اینکه بتواند تغییراتی در سازمان‌های کشوری و دگرگون کردن ترکیبات حکومتی ایجاد کند را نیافت در واقع به جرأت می‌توان گفت که دستورالعمل‌های امور دیوانی تقریباً همان بوه است که از روزگار صفویه وجود داشته است، نادر در انتخاب مسئولان مختلف امور مملکتی در هر منطقه افراد خوش‌نام همان مکان را به حکومت می‌گمارد. مسلم است که نادر از تشریفات بی فایدهٔ دیوان سالاری که در دوره‌های آسایش طلبی معمول مردم و ملت‌ها می‌گردد بی زار بود. با توجه به روحیات نادر در عصر او هیچ‌یک از مقامات و مناصب عصر صفویه دارای اهمیت نبود. مناصب‌هایی چون ملاباشی گری، منشی الممالک اعتبار دیرینه خود را از دست داده بودند. در واقع اوج سرکشی نادر اراده و اختیار را از دست عمال و کارگزاران کشوری و لشکری سلب کرده بود و از سمت‌های اداری فقط نامی به جای مانده بود. به هر حال سازمان کشوری و لشکری در عصر افشاریه همان بوده که در دورهٔ صفویه معمول بوده است و نادر نیز بر حسب میل خود تغییراتش در مقامات کشوری و لشکری انجام می‌داد که با سیاست وی هماهنگی داشته باشد.

## باب اول (قضات)
۱- شغل ملاباشی: (از سال ۱۱۴۸–۱۷۳۵ م تا پایان کار نادر) این منصب به ملا اکبر ملاباشی متعلق داشت.
۲- شغل صدارت: نادر به هنگام تاج گذاری خود ۱۱۴۸ تا ۱۷۳۵، میرزا ابوالحسن ملاباشی، صدرالصدور را که گرایشی نسبت به دودمان صفویه نشان داده بود را به قتل رساند و میرزا ابوالقاسم کاشانی را به عنوان صدر برگزید.
۳- در دورهٔ افشاریه هر شهری یک قاضی به صورت مجزا وجود داشت.
۴– قاضی عسکر: لطفعلی بیگ آذر می‌گوید که نادرمیرزا محمد حسین شمیم شیرازی، به عنوان قاضی عسکر ایران برگزیده بود.
۵- شیخ الاسلام: در سال ۱۱۵۶ هـ. ق ۱۷۴۳م آقا حسین بن آقا ابراهیم شیخ الاسلام ایران بوده‌است.
باب دوم:
امرای غیر دولت خانه (امرای سرحد) که شامل چهار دسته بودند:
۱– والی‌ها
۲– بیگلربیگیان
۳– خان‌ها
۴- سلطان‌ها
۲- امرا در دولت خانه (ارکان دولت قاهره)
۱- قورچی باشی ۲- قولار آقاسی ۳-ایشیک آقاسی
۴- تفنگ چی آقاسی ۵- ناظر بیوتات ۶- دیوان بیگی
۷- امیرشکار باشی ۸- توپچی باشی ۹- زنبورکچی باشی
۱۰-چرخچی باشی ۱۱- امیرآخورباشی جلو ۱۲- امیرآخورباشی صحرا
۱۳- مجلس‌نویس ۱۴- مستعف الممال

## باب سوم (مقرب الخاقان‌ها)
۱- خواجه‌سرایان ۲- حکیم‌باشی ۳- منجم باش
۴- معیر الممالک ۵- منش الممالک ۶- مهردار محمد همایون
۷-مهردار مهرشرف نفاس ۸- دولتدار انگشتر شاه

## باب چهارم (مقرب الحضرت‌ها)
صنف اول:
1. ایشیک آقای باشی حرم
2. یساولان صحب
3. ایشیک آقاسیان مجلس
4. قاپوچیان

صنف دوم:
1. صاحب مجمع خزانه عامره
2. صاحب جمع جباخانه (اسلحه خانه)
3. صاحب جمع قیجاجیخانه (تحویل گیرنده اجناس)
4. صاحب جمع قیجاجی خانه امرایی
5. فراش باشی و مشعل دار باشی و افراد زیر دست آنان
6. صاحب جمع میوه خانه
7. صاحب جمع غانات
8. صاحب جمع آبدارخانه
9. صاحب جمع شترخانه
10. صاحب جمع قهوه‌خانه و غیره[۳]

## باب پنج
الف) عالی حضرت وزیر بیوتات
ب) مستوفی ارباب التهاویل
ج) مشرفان بیوتات معموره
د) وزرا و مستوفیان جمع و خرج دفترخانهٔ همایو و داروغه و غرب باشی
1. مقرب الحضرت ناضر دفترخانه همایون
2. داروغه دفترخانه
3. وزیر سرکار غلامان
4. مستوفی سرکار غلامان
5. وزیر تفنگ چیان
6. مستوفی تفنگ چیان
7. وزیر توپخانه
8. مستوفی توپ خانه
9. لشکرنویس دیوان اعلی
10. همسرخط‌نویس اعلی (ثبت‌کننده فرمان‌ها)
11. ضابط‌نویس (متصدی مالیات‌ها)
12. صاحب توجیع دیوان اعلی (مسئول امور تجاری)
13. دفتردار دبیرخانهٔ همایون (احتمالاً همان مقام منش الممالک است)
14. عزب باش (رئیس دبیرخانه)
15. ضابط دوسکک وکیل (ضابط مالیات‌های متفرقه)
16. اوراجه نویسان (متصدیان دفاتر هزینه و درآمد)[۳]

باب ششم:
۱- وزیر ۲- مستوفی موقوفات ۳- کلانتر ۴- داروغه ۵- محتسب ۶- نقی ۷- میرآب ۸- مستوفی ۹- متصدی باغات ۱۰- متصدی رباع

## کشاورزی
تکنیک معمول در کشاورزی قرن ۱۸ پس عقب مانده بود شارون در این مورد اطلاعات قابل توجهی را به دست می‌دهد هر چند که اطلاعات او به قرن ۱۷ مربوط می‌شود با این وجود باید گفت که در دهه‌های ۴ و ۵ قرن ۱۸ به‌طور کلی تغییر مهمی در این اوضاع پیش نیامد شارون که شخم زن در ایران را دیده می‌نویسد:
«گاوآهن‌ها خیلی کوچک است، نوک آن‌ها در واقع زمین را می‌خواستند. وقتی گاوآهن روی زمین شیار انداخت آنگاه شخم زدن با یک تکه چوب و یک مالهٔ کوچک دندانه دار خاک‌ها را نرم می‌کند، سپس با چنگ خود زمین را صاف و به کرتهای مربع تقسیم می‌کند.»
آن‌ها برای خرمنکوبی نیز از استوانه‌های چوبی استفاده می‌کردند؛ که روی آن‌ها سنگ‌های کوچک نیز قرار داده بودند و به وسیلهٔ گاو نر کشیده می‌شدند گاهی نیز خوشه‌ها به وسیله گاوها لگدمال می‌شد و از کاه آن‌ها برای خوراک اسب و دام استفاده می‌شد. غلبه را با دستاس به آرد تبدیل می‌کردند در واقع دلیل عقب ماندگی فنی کشاورزی آن بود که با رکود عمومی- اقتصادی انگیزه‌ای برای تکامل ابزار آلات کشاورزی وجود نداشت و بازده کار کم شد نادر شاه هیچ موقع مصالح و منافع مردم نمی‌اندیشید و هیچ موقع در فکر تأمین خوشبختی مردم نبود. می‌توان گفت که فعالیت‌های عمرانی و نیز همراه با فشار و استبداد مطلق بود در کلات در بند و دیگر شهرها پارک‌ها، آرامگاه و چندین کاخ بنا کردند آن‌ها برای ساختن این بناها از ایالت آذربایجان و به خصوص مراغه مرمرهای مرور نیاز خود را می‌آوردند این وضعیت برای کشاورزان که در بیشتر موارد مصالح ساختمانی را روی شانه هیا خود می‌کشیدند خیلی طاقت فرسا بود.

## زنان
گزارش‌های متعددی از همراهی زنان در لشکرکشی‌های کوچک و بزرگ و همچنین حضور آن‌ها در صحنه‌ای جنگ وجود دارد بدیهی است که حضور زنان در لشکرکشی‌ها و جنگ‌ها نیازمند کسب توانایی‌هایی نظیر سوارکاری بود در ضرب‌المثل‌ها عامه، زنان را ترسو تلقی می‌کردند ولی چنان‌که از مدارک متعدد بر می‌آید زنان در بیشتر مأموریت‌های خطرناک سود می‌جسته‌اند زنان این دوره مسافرت می‌کردند و مسافرت‌های آن‌ها بیشتر زیارتی بوده است.
ژان اوست که در عصر نادرشاه به ایران آمده در سفرنامه اش می‌نویسد (در حالی که؟ یکی از کردها به چادرم آمد تا مرغ‌های خود را بفروشد یک دختر دوازده تا سیزده ساله داشت که تنها یک پیراهن ساده نخی بدنش را پوشانیده بود سرش برهنه بود وی ک حلقه آهنی به قطر دو سانتی‌متر از یکی از پرک‌های بینی اش آویزان بود اینگونه حلقه‌ها را زنان برای زینت به کار بردند. حلقهٔ کسانی که ثروتمند بودند از طلا یا نقره بود)
درس خواندن و علم اندوزی زنان در این دوره تابعی از شرایط اجتماعی و سیاسی خاص آن بوده است.
از جمله زنان محترم این عصر می‌توان خدیجه سلطان، صاحب سلطان بیگم، فاطمه سلطان بیگم، سمگر بانو بیگم را نام برد.